# 胡軍
胡軍（フー・ジュン、1968年3月18日 - ）は、中華人民共和国の俳優。舞台を経て現在はテレビドラマや映画を中心に活動。『藍宇 〜情熱の嵐〜』『天龍八部』等の出演作で知られている。

## 来歴
父・胡宝善と伯父・胡松華は著名な歌手、母・王亦満は元舞台女優という家庭に育つ。兄弟は姉1人妹1人。幼少より父に歌の手ほどきを受けバイオリンを習うなどしてはいたが、当時芸術方面に進む意思はなかったという。
高校時代はジャーナリストを志望したが大学受験前に体調を崩し成績が落ちた為断念。幼稚園時代の恩師の勧めがきっかけとなり、1987年母の母校でもある北京の演劇大学・中央戯劇学院表演系を受験し合格。卒業後は中国現代演劇の最高峰・北京人民芸術劇院（略称：北京人芸）に入団。舞台劇の他多数のテレビドラマや映画に出演し様々な経験を積む。
1997年のカンヌ国際映画祭で話題を呼んだ『東宮西宮』では同性愛者に翻弄される警官役でイタリアのタオルミナ国際映画祭主演男優賞を受賞。しかし中国国内では上演禁止、俳優として脚光を浴びることなく雌伏の日々を送った。
2001年、映画『藍宇 〜情熱の嵐〜』でバイセクシャルの男性役を演じ、香港金紫荊奨最優秀主演男優賞を受賞。これが出世作となり、武侠ドラマ『天龍八部』の主演に選ばれた。以降は話題作に立て続けに出演する売れっ子となり、香港映画のヒット作にも顔を出している。『藍宇 〜情熱の嵐〜』の監督スタンリー・クワンの信望を得て、彼の作品に3作連続で出演した。
2007年、『レッドクリフ』で国際合作映画に初出演。2008年には映画制作の為の個人工作室を設立し、俳優活動の拠点がテレビから映画中心へと移行しつつある。

## 人物
夫人は舞台女優（北京人芸所属）の盧芳（ルー・ファン）。4年の交際を経て1999年に結婚。2001年に長女が誕生、愛妻家・子煩悩としても知られる。『藍宇 〜情熱の嵐〜』では兄妹役で夫婦共演した。

## 出演作品
※1部を除き製作（出演）年順に記述、中国語タイトル の詳細一覧については中国語版ウィキの作品一覧を参照。

### 映画
- 烈火恩怨 （1990年）  蔡修明 - 青年弁護士
- 悪狼与天使 （1990年）  朱戈 - マフィア
- 黒雪[注 6] （1991年）  陸 - 警官
- 黒火 （1992年）  虎哥 -
- 狂心滅情 （1993年）  大偉 - 孤児のちに警官
- 怒海紅顔 （1994年）  龍二 - 警官
- 歌手[1] （1995年）  江倫 - 音楽プロデューサー
- 東宮西宮 （ビデオ邦題：インペリアル・パレス  1996年）  小史
- 冲天飛豹 （1998年）  凌知遠 - 人民解放軍のパイロット
- 紅娘 （1998年）   -
- 藍宇 〜情熱の嵐〜 （ビデオ邦題：情熱の嵐 ～ LAN YU ～   2001年）  チェン・ハントン（陳捍東）
- 平原槍声 （2001年）  馬英 - 八路軍の闘士
- 金鶏 （2002年）  葉子強 - 流れ者のやくざ
- インファナル・アフェア 無間序曲 （2003年）  ルク（陸啓昌）
- 長恨歌 （2005年）  李忠徳（李主任）
- 好奇心は猫を殺す （2005年）  鄭重
- A + B = C [2] （短編映画、2006年）  登場人物C
- 落葉帰根[3] （映画祭上映邦題：帰郷  2006年）  長距離トラックの運転手
- 魚不在水里[4] （2007年）  花店店主
- 戦場のレクイエム （2007年）  劉澤水（リウ・ゾーシュイ）
- レッドクリフ Part I （2008年）  趙雲
- レッドクリフ Part II -未来への最終決戦- （2009年）  趙雲
- 一個人的奥林匹克 （2008年）  張学良
- 我的唐朝兄弟[5] （2008年、兼・製作）  薛十三 - 唐代の強盗
- カンフーサイボーグ[6] （2009年）  タイチョン（徐大春） - 警官
- 建国大業[7] （2009年）  顧祝同
- ムーラン[8] （2009年）  メンドゥ（門独） - 柔然の王子
- 孫文の義士団[9] （2009年）  イエン・シャオグオ（閻孝国） - 暗殺者
- さらば復讐の狼たちよ[10] （2010年）  偽のアバタのチャン
- 用心跳[11] （2011年）  戯班班主
- ファイヤー・ストーム（2013年）  ツァオ
- ファイアー・レスキュー（2013年）  ホイ・ヨン隊員
- おじいちゃんはデブゴン（2017年）
- 上海キング（2017年）2017東京／沖縄・中国映画週間で上映　  常力雄
- 戦神紀 チンギス・ハーン戦記（2018年）
- SHADOW/影武者（2018年）　楊蒼
- 1950 鋼の第7中隊（2021年）　雷公
- 刺客（2022年）　チョウ・チャン
- マニフェスト（2023年）2023東京・中国映画週間で上映

### 主なテレビドラマ
- 費家有女 （1994年）  高建設 - 費家の娘婿
- 北京深秋的故事 （1996年）  許文正 - 記者
- 危情時刻 （1997年）  秦川 - 警官
- 東周列国 春秋篇 第21話『覇主荘王』 （1997年）  華元
- 老虎、棒子、鶏 （1998年）  農村青年
- 候車大廳 第20話 （1998年）  毛毛 - 駅の待合室の客
- 滄海情仇 （1999年）  劉天龍 - 家同士の争いに巻き込まれる青年
- 驚涛 （1999年）  李桂林 - 長江の洪水災害と闘う軍人
- 我心換你心[12] （1999年）  李楽天 - 起業家を目指す青年
- 熱血警官―至高栄誉 第5・6話 （2001年）  容疑者
- 背信〜真実の愛〜 （2001年）  程浩（チョン・ハオ）
- 臥底 （2002年）  呉建偉 - 麻薬取締り班の警官
- 天網孽情 （2002年）  李亦東 - 警官
- 中国足球 （2002年）  于毅 - プロサッカー選手
- 熱血痴心 （2002年）  高寒 - 刑事
- 天龍八部 （2003年）  喬峯→蕭峯／若き日の蕭遠山 （2役）
- 画魂 （DVD邦題：画魂 愛の旅路  2003年）  潘贊化
- 康定情歌 （放映邦題：ダルツェンド情歌  2004年）  洛桑（ルォサン）
- 大漢風 〜項羽と劉邦〜 （2004年）  項羽
- 一江春水向東流 （2004年）  張忠良
- 大明帝国 朱元璋 （2005年）  朱元璋
- 歳月[13] （2005年）  梁致遠
- 復讐の春秋 -臥薪嘗胆- （2006年）  呉王夫差
- 西安事変[14] （2007年）  張学良
- フビライ・ハン （2013年）  フビライ・ハン
- 将夜 戦乱の帝国 （2018年）
- 雪中悍刀行〜徐鳳年、北椋王への道〜（2021年）

### その他
- 神鵰侠侶 （2005年）  エンディングテーマ曲『江湖笑』に歌手の1人として参加。
- シュガー・ラッシュ（2012年）  ラルフ（中国語吹き替え）